# Synagoge (Dwingeloo)

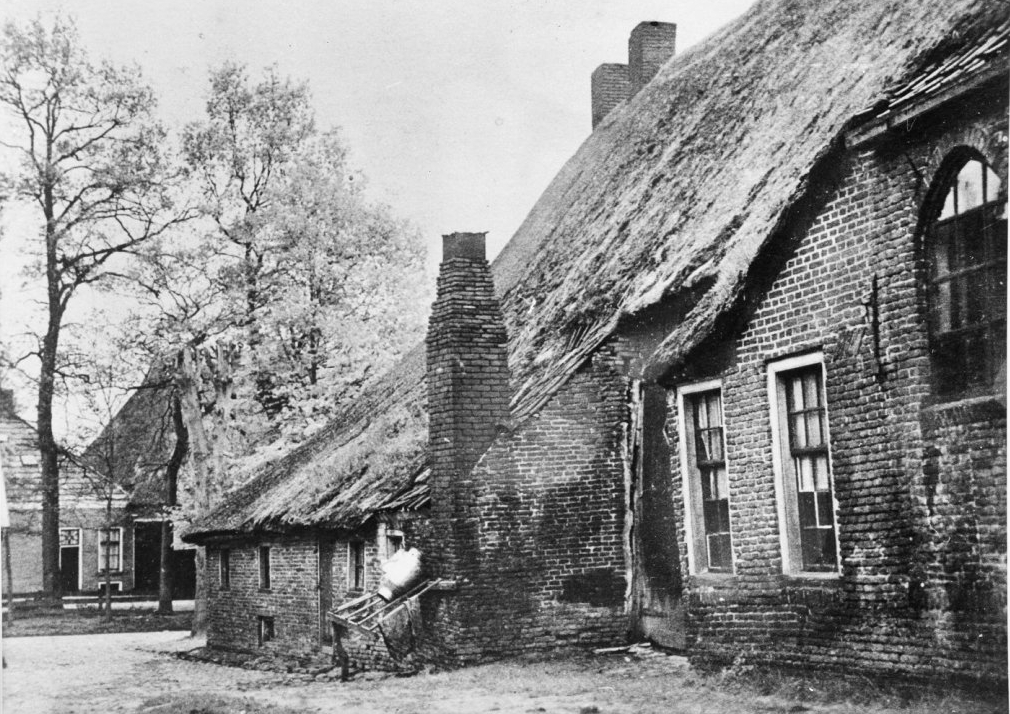
Synagoge in Dwingeloo

Die Synagoge in Dwingeloo, einem Ortsteil der Gemeinde Westerveld in der niederländischen Provinz Drenthe, wurde Ende der 1830er Jahre errichtet und am 13. August 1923 durch einen Brand zerstört. Die Synagoge wurde danach nicht wiedererbaut.  
Die Jüdische Gemeinde Dwingeloo hatte im Jahr 1809 mit 84 Mitgliedern ihren Höchststand erreicht. Die Juden in Beilen (heute zu Midden-Drenthe gehörend) und Ruinen gehörten ebenfalls zur jüdischen Gemeinde in Dwingeloo. 
Die jüdischen Bürger von Dwingeloo wurden während des Zweiten Weltkriegs von den deutschen Besatzern verfolgt und viele wurden in den Konzentrationslagern ermordet.